# Fra Diavolo (opera)
Fra Diavolo (tytuł oryginalny: Fra Diavolo, ou L’hôtellerie de Terracine) – trzyaktowa opera komiczna z muzyką Daniela Aubera oraz librettem autorstwa Eugène'a Scribe'a. Treść bazuje częściowo na autentycznej biografii włoskiego bandyty Michele Pezza, który nosił przydomek Fra Diavolo. Przydomek ten znaczy dosłownie "Brat Diabeł" (słowo Fra używano po włosku przed imionami braci zakonnych, diavolo znaczy 'diabeł').

## Osoby
- Fra Diavolo, herszt rozbójników – tenor
- Lord Kockburn, podróżujący Anglik – baryton
- Lady Pamela, żona lorda Kockburna –  mezzosopran
- Lorenzo, oficer dragonów – tenor
- Matteo, oberżysta – bas
- Zerlina, córka oberżysty, ukochana Lorenza – sopran
- Giacomo oraz Beppo, rozbójnicy – tenor i bas
- chłopi, żołnierze, lud

## Treść
Czas i miejsce akcji: Terracina i okoliczne góry, ok. 1800 roku

### Akt I
Lorenzo odpoczywa w oberży. Poszukuje on rozbójników, którzy napadają w okolicy podróżnych. Za głowę herszta (Fra Diavola) wyznaczono nagrodę, która umożliwi Lorenzowi poślubienie ukochanej Zerliny. Do oberży przybywają napadnięci i obrabowani Anglicy. Lorenzo rusza w pościg. Tymczasem przybywa Fra Diavolo przedstawiający się jako markiz de St. Marco. Rozmawia z obrabowaną Angielką. Wraca Lorenzo z udanego pościgu. Oddaje Anglikom ich zrabowane mienie. Dostaje w nagrodę 10000 lirów. Fra Diavolo postanawia się zemścić.

### Akt II
Fra Diavolo ze swoimi kamratami przyczaili się w pokoju Zerliny. Chcą ją zamordować i ukraść pieniądze, które dał jej na przechowanie Lorenzo. Do pokoju przychodzi Zerlina, chwilę później przychodzi Lorenzo. Bandyci przez przypadek zdradzają się. Jednak sytuację ratuje Fra Diavolo, który (jako markiz de St. Marco) mówi, że umówił się w tym pokoju na schadzkę z pewną damą. Lorenzo podejrzewa Zerlinę, zaś obrabowany Anglik, który przyszedł zwabiony hałasem, swoją żonę. W efekcie obaj pozywają na pojedynek markiza.

### Akt III
W górskim lesie kamraci Fra Diavola znajdują ukryte w dziupli rozkazy od swojego herszta. Nadchodzą żołnierze z Lorenzem na czele. Bandyci chowają się, jednak zaczęli nucić piosenkę, co zdradza ich kryjówkę. Zostają schwytani. Lorenzo znajduje przy nich rozkazy Fra Diavola. Każe zabić w dzwon jednemu ze zbójców, co miało być znakiem dla Fra Diavola, że może wracać, gdyż jest bezpiecznie. Pojawia się markiz, w którym wszyscy rozpoznają poszukiwanego przestępcę. Lorenzo dostaje pokaźną nagrodę za schwytanie złodzieja. Ojciec Zerliny pozwala na ślub zakochanych.

## Historia utworu
- Postać Fra Diavola ma swój autentyczny pierwowzór. W rzeczywistości był to bandyta, który za czasów napoleońskiej okupacji stanął na czele ruchu oporu. Po jego pojmaniu został stracony.
- Libretto ma opinię najlepszego dzieła Scribe'a. Oparte zostało na noweli Washingtona Irvinga
- Polska premiera odbyła się 15 sierpnia 1831 roku.